# 非行少年 男と女の皮肉な再会!16年前の過去が少年を殺す
『非行少年 男と女の皮肉な再会!16年前の過去が少年を殺す』（ひこうしょうねん おとことおんなのひにくなさいかい じゅうろくねんまえのかこがしょうねんをころす）は、1985年11月5日に日本テレビ系列の『火曜サスペンス劇場』で放送された単発ドラマ作品である。16年目にして発生した事件の非行少年を本当の我が子と知ったその刑事が懸命に立ち直らせて更生させようと努力しその息子との確執を書いた物語。

## あらすじ
- 42歳になる敏腕刑事・村野武は、ある日発生した浮浪者襲撃事件の容疑者について調べていたところ、容疑者として挙がった少年の名前が自分と同じ名前とわかり衝撃を受ける。しかもその少年・達也が自分の昔の恋人・美代子の息子で自分が父親と知った村野は、何とか達也を更生して立ち直らせようと父親として懸命にコミュニケーションを図る。しかしその裏では達也を殺して村野の命も狙っている真犯人・島崎がいた。ある日警察に「達也が人を殺した」という電話があり、実際に女性が殺される事件が発生したが、それは島崎が仕掛けた罠だった。日に日に達也は村野に懐き更生の道を歩み始め、村野から「二度と暴力は振るわないように」と論され、達也は村野を「お父さん」と呼んだ。村野もだんだん達也を自分の本当の息子と認識するようになった矢先、達也は島崎に呼び出され麻薬を売るように要求される。更生した達也はそれを断り、村野との約束を守って無抵抗を貫いたが、激怒した島崎に殺されてしまう…。

## 出演者
- 石立鉄男（村野武）
- 友里千賀子
- 吉田友紀（村野達也）
- 岩井友見（美代子）
- 菅貫太郎（島崎）
- 堺徹
- 大場順
- 内藤武敏（課長）
- 桑田和美（木口カヨ）

## 放送時間
- 1985年11月5日（火曜日）21:02-22:54　日本テレビ系列

## スタッフ
- 脚本：高久進
- 演出：小松範任
- 原作：津本陽

## 追記
- 一部資料では1985年9月24日と記されているがこれは本来の放送予定日だった日であり延期になったため誤り。

## 参考資料
- 読売新聞縮刷版　1985年11月号